# Viktor Stauder
Viktor Stauder (* 12. August 1963 in München) ist ein deutscher Autor und Regisseur. Er wurde bekannt durch die 8-teilige Dokumentarreihe „Brücken dieser Erde“ aus dem Jahr 2002 (lt. ARTE Medienforschung 13/2003 „die erfolgreichste Reihe seit Bestehen des Sendeplatzes“ (Kunst & Kultur, Samstag 20:15)). Bereits während des Regie-Studiums an der Hochschule für Fernsehen und Film, HFF München, realisierte Viktor Stauder mehrere Kurzspielfilme. Als Mitgründer und Mitinhaber der ARK Film- und Fernsehproduktion GmbH war er an insgesamt über 200 TV-Einzelbeiträgen, Informations- und Imagefilmen als Autor und Regisseur federführend. Seit 1999 arbeitet Viktor Stauder als Freier Autor und Regisseur.

## Leben
1985 belegte er ein Regie-Studium an der Hochschule für Fernsehen und Film, HFF München, Abt. III, Spielfilm u. Fernsehspiel, mehrere Kurzspielfilme mit Ralf Richter, Uwe Fellensiek, Hannelore Elsner. 1990 hatte er eine Tätigkeit als Autor und Regisseur für verschiedene Industrie-, Wirtschafts- und Bildungsfilme, TV-Magazinbeiträge.
1992 beteiligte er sich an der Gründung der ARK Film – und Fernsehproduktions GmbH mit Auszug aus über 200 Einzelbeiträgen für das ZDF:
- „Reiselust – Reisen auf der Spur von Filmklassikern“
- „Familienmagazin“, ZDF, „Mensch, Mama“
- „Info Verbraucher“, ZDF, „Info Gesundheit“

Seit 1998 arbeitet Viktor Stauder als freier Autor und Regisseur verschiedener TV-Formate, überwiegend für öffentlich-rechtliche Sender.

## Drehbuch
- 2003 Delikatessen und andere Schweinereien / Ein Mann zum Vernaschen (AT/Sendetitel), 89 min. (TOP5 im Ausstrahlungsjahr 2003, TV-Movie), SAT1

## Regie
- 1996–1997 Alle zusammen – Jeder für sich, mehrere Staffeln, Daily Soap, 25 min. 1996–1997 RTL2

## Drehbuch und Regie (Auszug)
- 1996 Ohne Gewähr, Satirische Verbraucher-Show mit inszenierten Zuspielteilen, mehrere Folgen, BR
- 1998[1] Otto von Bismarck – der ewige Kanzler, Spieldokumentation, 90 min., ZDF / ARTE
- 2000 Taklamakan – Land ohne Wiederkehr, Dokumentation über die Wüste Taklamakan, 43 min., ZDF / ZDF Enterprises / Cinema Oslo
- 2003[2] Brücken dieser Erde, gefördert durch die MFG Baden-Württemberg, 8-teilige Dokumentarfilmreihe, 8 × 30 min., ZDF / ARTE
- Eiszeit – Geschichte und Geschichten um die kalte Köstlichkeit, Themenabend über Eiscreme. Dokumentation, 3 × 45 min., ARD / ARTE
- Alles in bester Verfassung?, Länderportraits der EU Mitgliedskandidaten, z. B. Bulgarien Dokumentationsreihe, 42 min., WDR
- Fuerteventura, Portrait der Ferieninsel, Feature, 43 min., ZDF
- 2004 Die verborgene Welt der Naga – Kopfjäger in Myanmar, Dokumentation, 43 min., ARTE / ZDF Enterprises
- 2006[3] 32 Girls – 64 Beine, Geschichte und Gegenwart des internationalen Revuetheaters, 2-teilige Dokumentation, 2 × 45 min., 3SAT / ZDF / ORF
- 2007[4] Tabus, Sex und die Kunst, Filme über Tabu-Brüche als künstlerisches Mittel, 3-teilige Dokumentarfilmreihe, 3 × 30 min., ZDF / ARTE
- 2008[5] Ma Vie / Mein Leben – Anne-Sophie Pic, Portrait der einzigen 3-Sterne-Köchin Frankreichs, Dokumentation, 60 min., ZDF / ARTE
- 2009[6] Säufer Gangster Suffragetten – Geschichte(n) der Prohibition, Film über die Geschichte der amerikanischen Prohibition, Dokumentation, 90 min., ZDF / ARTE
- 2010[7] Istanbul – Sehnsuchtsort und Albtraumstadt, Film über den Umbau der Stadt Istanbul, Dokumentation, 52 min., ZDF / ARTE
- 2012[8] Sakura – Japan blüht auf, Film über die Bedeutung der Kirschblüte in Japan, Dokumentation, 43 min., ZDF / ARTE
- 2012[9] ZEN Gärten – Erleuchtung in Stein, Film über japanische ZEN Gärten, Dokumentation, 43 min., ZDF / ARTE
- 2013[10] Polaroid – Die Magie des Augenblicks, Film über Polaroid als künstlerisches Medium, Dokumentation, 60 + 30 min., ZDF / ARTE / ORF
- 2013 Cuba – Viva la Vida! Film über kubanische Senioren, Dokumentation, 43 min., ZDF / ARTE
- 2013–2014 Michael Martin – Abenteuer Wüste, 6-teilige Reihe, 3 Folgen, Dokumentation 50 min. + 43 min., ZDF / ARTE / SERVUS TV
- 2014 TERRA XPRESS – Gefahren im Rhein, Feature, 28 min., ZDF
- 2014 Die Flugretter von Südtirol, 3-teilige Reihe über die Flugrettung Südtirol, Dokusoap 3 × 43 min. + Reportage 30 min., ZDF / ZDFinfo
- 2015 Die Tierdocs, 4-teilige Reihe über Tiermedizinstudenten, Dokusoap 4 × 43 min. + Reportage 30 min., ZDF / ZDFinfo
- 2015[11] 3.000 Kilometer Yukon – Mit dem Kanu bis zum Beringmeer, 5-teilige Serie mit Dirk Rohrbach, Reisedokumentation 5 × 26 min., ZDF / ARTE
- 2016 Vespa – Bella Macchina, Film über den legendären Motorroller, Dokumentation 50 min., ZDF / ARTE
- 2017 Pin-up – Die Sexbombe von nebenan, Geschichte und Gegenwart der amerikanischen Werbe-Ikone, Dokumentation 43 min., ZDF / 3sat
- 2017–2018 6.000 Kilometer westwärts – Auf dem Rad mitten durch Amerika, 5-teilige Serie mit Dirk Rohrbach, Reisedokumentation 5 × 26 min., ZDF / ARTE
- 2018[12] Späte Väter, Film über Männer, die mit 50+ Vater werden, Dokumentation 43 min., 3sat
- 2019[13] Zum Sterben schön – Kaliforniens Friedhofsstadt Colma, Film über Geschichte und Gegenwart der Nekropole mit 1000 Toten auf einen Einwohner, Dokumentation 43 min., ZDF / ARTE
- 2020–2022[14] Michael Martin Terra – Gesichter Erde, 9-teilige Reihe, Expeditionen mit Naturfotograf Michael Martin, Dokumentation 9 × 45 min., ServusTV / Phoenix
- 2023–2024[15] Anders im Kopf – Neurodiversität als Stärke, Dokumentation 45 min., 3sat / ZDF